# Circuito Internacional de Losail
El circuito Internacional de Losail, también llamado circuito Internacional de Lusail, es un autódromo de 5,380 metros (3,375 millas) de longitud ubicado en la ciudad de Lusail, Catar, a aproximadamente 28 kilómetros al norte de la capital Doha.
Se construyó en 2004 para albergar el Gran Premio de Catar de MotoGP. En 2008 fue la primera carrera nocturna en la historia de dicha categoría. Además, el Campeonato Mundial de Superbikes ha corrido allí desde 2005 hasta 2009, y luego a partir de 2014. Por otra parte, el Campeonato Mundial de Motocross ha corrido allí desde 2014.
En cuanto a automovilismo, el GP Masters corrió allí en 2006, la GP2 Asia Series y la Speedcar Series en 2009. Además, el Tour de Catar ha disputado algunas etapas allí. En 2021 albergó por primera vez el Gran Premio de Catar de Fórmula 1, donde el piloto británico Lewis Hamilton de la escudería Mercedes se convirtió en el primer ganador en la historia del evento. Se espera celebrar al menos 10 carreras más de Fórmula 1 en el circuito, ya que esta cuenta con un contrato de 10 años que se realizará a partir de la temporada 2023.
A pesar de ubicarse afuera de la capital catarí, algunas categorías del deporte motor (como el MotoGP) lo localizan en la ciudad de Doha, ya que Lusail (debido a su cercanía) forma parte del Área metropolitana de esta última.

## Características
El trazado posee las siguientes características:
- Una capacidad de aforo sentado de 3000 personas.
- 16 curvas (6 a izquierdas y 10 a derechas).
- Y una anchura máxima de 12 metros.

## Ganadores

### Campeonato del Mundo de Motociclismo
| Año  | Moto3             | Moto3       | Moto2               | Moto2       | MotoGP           | MotoGP      |
| Año  | Piloto            | Constructor | Piloto              | Constructor | Piloto           | Constructor |
| ---- | ----------------- | ----------- | ------------------- | ----------- | ---------------- | ----------- |
| 2021 | Jaume Masiá       | KTM         | Sam Lowes           | Kalex       | Maverick Viñales | Yamaha      |
| 2020 | Albert Arenas     | KTM         | Tetsuta Nagashima   | Kalex       | Cancelada        | Cancelada   |
| 2019 | Kaito Toba        | Honda       | Lorenzo Baldassarri | Kalex       | Andrea Dovizioso | Ducati      |
| 2018 | Jorge Martín      | Honda       | Francesco Bagnaia   | Kalex       | Andrea Dovizioso | Ducati      |
| 2017 | Joan Mir          | Honda       | Franco Morbidelli   | Kalex       | Maverick Viñales | Yamaha      |
| 2016 | Niccolò Antonelli | Honda       | Thomas Lüthi        | Kalex       | Jorge Lorenzo    | Yamaha      |
| 2015 | Alexis Masbou     | Honda       | Jonas Folger        | Kalex       | Valentino Rossi  | Yamaha      |
| 2014 | Jack Miller       | KTM         | Esteve Rabat        | Kalex       | Marc Márquez     | Honda       |
| 2013 | Luis Salom        | KTM         | Pol Espargaró       | Kalex       | Jorge Lorenzo    | Yamaha      |
| 2012 | Maverick Viñales  | FTR Honda   | Marc Márquez        | Suter       | Jorge Lorenzo    | Yamaha      |
| Año  | 125cc             | 125cc       | Moto2               | Moto2       | MotoGP           | MotoGP      |
| Año  | Piloto            | Constructor | Piloto              | Constructor | Piloto           | Constructor |
| 2011 | Nicolás Terol     | Aprilia     | Stefan Bradl        | Kalex       | Casey Stoner     | Honda       |
| 2010 | Nicolás Terol     | Aprilia     | Shoya Tomizawa      | Suter       | Valentino Rossi  | Yamaha      |
| Año  | 125 cc            | 125 cc      | 250 cc              | 250 cc      | MotoGP           | MotoGP      |
| Año  | Piloto            | Constructor | Piloto              | Constructor | Piloto           | Constructor |
| 2009 | Andrea Iannone    | Aprilia     | Héctor Barberá      | Aprilia     | Casey Stoner     | Ducati      |
| 2008 | Sergio Gadea      | Aprilia     | Mattia Pasini       | Aprilia     | Casey Stoner     | Ducati      |
| 2007 | Héctor Faubel     | Aprilia     | Jorge Lorenzo       | Aprilia     | Casey Stoner     | Ducati      |
| 2006 | Álvaro Bautista   | Aprilia     | Jorge Lorenzo       | Aprilia     | Valentino Rossi  | Yamaha      |
| 2005 | Gábor Talmácsi    | KTM         | Casey Stoner        | Aprilia     | Valentino Rossi  | Yamaha      |
| 2004 | Jorge Lorenzo     | Derbi       | Sebastián Porto     | Aprilia     | Sete Gibernau    | Honda       |

### Campeonato Mundial de Superbikes
| Año  | C. | Piloto            | Moto                   | Equipo                           |
| ---- | -- | ----------------- | ---------------------- | -------------------------------- |
| 2005 | C1 | Troy Corser       | Suzuki GSX-R1000 K5    | Alstare Suzuki                   |
| 2005 | C2 | Yukio Kagayama    | Suzuki GSX-R1000 K5    | Alstare Suzuki                   |
| 2006 | C1 | James Toseland    | Honda CBR1000RR        | Winston Ten Kate Honda           |
| 2006 | C2 | Troy Corser       | Suzuki GSXR1000 K6     | Alstare Suzuki Corona Extra      |
| 2007 | C1 | Max Biaggi        | Suzuki GSX-R1000 K7    | Alstare Suzuki Corona Extra      |
| 2007 | C2 | James Toseland    | Honda CBR1000RR        | Hannspree Ten Kate Honda         |
| 2008 | C1 | Troy Bayliss      | Ducati 1098 F08        | Ducati Xerox Team                |
| 2008 | C2 | Fonsi Nieto       | Suzuki GSX-R1000 K8    | Team Suzuki Alstare              |
| 2009 | C1 | Ben Spies         | Yamaha YZF-R1          | Yamaha Italia                    |
| 2009 | C2 | Ben Spies         | Yamaha YZF-R1          | Yamaha Italia                    |
| 2014 | C1 | Sylvain Guintoli  | Aprilia RSV4 Factory   | Aprilia Racing Team              |
| 2014 | C2 | Sylvain Guintoli  | Aprilia RSV4 Factory   | Aprilia Racing Team              |
| 2015 | C1 | Jordi Torres      | Aprilia RSV4 RF        | Aprilia Racing Team – Red Devils |
| 2015 | C2 | Leon Haslam       | Aprilia RSV4 RF        | Aprilia Racing Team – Red Devils |
| 2016 | C1 | Chaz Davies       | Ducati Panigale R      | Aruba.it Racing – Ducati         |
| 2016 | C2 | Chaz Davies       | Ducati Panigale R      | Aruba.it Racing – Ducati         |
| 2017 | C1 | Jonathan Rea      | Kawasaki Ninja ZX-10RR | Kawasaki Racing Team             |
| 2017 | C2 | Jonathan Rea      | Kawasaki Ninja ZX-10RR | Kawasaki Racing Team             |
| 2018 | C1 | Jonathan Rea      | Kawasaki Ninja ZX-10RR | Kawasaki Racing Team             |
| 2018 | C2 | Carrera cancelada | Carrera cancelada      | Carrera cancelada                |
| 2019 | C1 | Jonathan Rea      | Kawasaki Ninja ZX-10RR | Kawasaki Racing Team WorldSBK    |
| 2019 | CS | Jonathan Rea      | Kawasaki Ninja ZX-10RR | Kawasaki Racing Team WorldSBK    |
| 2019 | C2 | Jonathan Rea      | Kawasaki Ninja ZX-10RR | Kawasaki Racing Team WorldSBK    |

### Campeonato de Fórmula 2 de la FIA
| Año  | Piloto         | Escudería          | Fecha           | Resultados |
| ---- | -------------- | ------------------ | --------------- | ---------- |
| 2024 | Oliver Bearman | PREMA Racing       | 30 de noviembre | Resultados |
| 2024 | Paul Aron      | Hitech Pulse-Eight | 1 de diciembre  | Resultados |